# Microrégion d'Ituiutaba
 (février 2025).
Si vous disposez d'ouvrages ou d'articles de référence ou si vous connaissez des sites web de qualité traitant du thème abordé ici, merci de compléter l'article en donnant les références utiles à sa vérifiabilité et en les liant à la section « Notes et références ».
La microrégion d'Ituiutaba est l'une des sept microrégions qui subdivisent la région du triangle mineiro et Haut-Paranaíba, dans l'État du Minas Gerais au Brésil.
Elle comporte 6 municipalités qui regroupaient 135 147 habitants en 2006 pour une superficie totale de 8 728 km2.

## Municipalités[1]
- Cachoeira Dourada
- Capinópolis
- Gurinhatã
- Ipiaçu
- Ituiutaba
- Santa Vitória